# DJ Scotty
Scotty (eigentlicher Name Oliver Heller) ist ein deutscher DJ aus Göttingen.

## Karriere
In den frühen 1980er Jahren begann Oliver Heller als DJ. Er produziert sowohl eigene Stücke als auch andere Interpreten über seine Labels Splash-Tunes und X-pected Rec.
Seinen einzigen Erfolg außerhalb der Clubcharts hatte er mit seiner Version von The Black Pearl, das im Original von Klaus Badelt aus dem Soundtrack zu Fluch der Karibik (Pirates of the Caribbean – The Curse of the Black Pearl, 2003) stammt. Er erwies sich als sehr langlebiger Hit, der sich ein Dreivierteljahr nach Charteintritt im November 2008 noch immer in den deutschen Singlecharts befand, unterbrochen von zwei zwölfwöchigen charttechnischen Ausschlusszeiten. Auch in Österreich hielt sich der Titel über ein halbes Jahr in der Hitparade.

## Diskografie
Studioalben
- Let’s Celebrate (The Album) (2002)
- Pearls (God Is A DJ) (2009)

Singleveröffentlichungen
- Dreamland (2000)
- Du hast, du lachst (2000)
- Don’t Stop (The Party) (2001)
- Let’s Celebrate (2002)
- Don’t Cry Tonight (2003)
- Everything I Do (2003)
- Insomnia 2006 (2006)
- God Is a DJ 2007 (2007)
- West End Girls (2007)
- The Black Pearl (2008)
- He’s a Pirate (Pirates of the Caribbean Pt. 2) (2009)
- God Is a DJ 2009 (2009)
- Stereo Love (2010)
- Armageddon (2010)
- There Is a Time (2010)
- Out of the Blue (2010)
- Braveheart (2011)
- Sundown (2011)
- Feel Alive (2011)
- Children (2012)
- The Black Pearl 14 (2014)
- On the Move (2016)
- Soft Moobathon (2018)
- Braveheart 2k18 (2018)
- Black Pearl (2020)
- He's a Pirate (2020)

Remixe
- Helene Fischer – Herzbeben (2017)